# Nikolai Alexandrowitsch Matawin
Nikolai Alexandrowitsch Matawin (russisch Николай Александрович Матавин, englisch Nikolai Matavin, wiss. Transliteration Nikolaj Aleksandrovič Matavin; * 24. Januar 1997 in Ufa) ist ein russischer Skispringer.

## Werdegang
Matawin ging ursprünglich für die Sportschule MBU Sschor №33 in Ufa an den Start, wechselte allerdings früh ans olympische Sportzentrum der Oblast Moskau. Bei den russischen Meisterschaften 2015 in Tschaikowski gewann Matawin gemeinsam mit Artur Sultangulow, Ilmir Chasetdinow und Dmitri Wassiljew Silber und somit seine erste nationale Medaille. Rund zweieinhalb Jahre später wurde er gemeinsam mit Kirill Kotik, Ilmir Chasetdinow und Dmitri Wassiljew bei den russischen Sommer-Meisterschaften 2017 in Krasnaja Poljana bei Sotschi erstmals russischer Meister im Team. Sein internationales Debüt gab Matawin am 7. Dezember 2017 beim FIS-Cup-Springen in Whistler, verpasste jedoch deutlich die Punkteränge. Diese erreichte er erstmals zum Sommerauftakt im Juli 2019 in Schtschutschinsk, als er an beiden Wettkampftagen Dreizehnter wurde. Daraufhin debütierte er am 13. Juli 2019 auch im Continental Cup, der zweithöchsten internationalen Wettkampfserie. Matawin sprang auf den 30. Platz und holte so auf Anhieb seinen ersten Punkt. Im weiteren Saisonverlauf kam er lediglich an den beiden FIS-Cup-Springen im August in Pyeongchang international zum Einsatz, wo er als Siebter und Achter seine bis dato besten Einzelresultate erzielte.
Nach anderthalb Jahren ohne internationale Wettkämpfe war Matawin Teil der nationalen Gruppe beim Heim-Weltcup Anfang Dezember 2020 in Nischni Tagil, wo er sich zwar für beide Wettbewerbe qualifizieren konnte, jedoch über einen 43. Platz nicht hinauskam und somit punktlos blieb. Ende März 2021 nahm er zum zweiten Mal an einem Continental-Cup-Springen teil und belegte dabei im heimischen Tschaikowski den 25. Platz. Die Saison schloss er wenige Tage später bei den russischen Meisterschaften an gleicher Stelle mit Gewinn der Silbermedaille im Team ab.

## Statistik

### Continental-Cup-Platzierungen
| Saison  | Sommer | Sommer | Winter | Winter | Gesamt | Gesamt |
| Saison  | Platz  | Punkte | Platz  | Punkte | Platz  | Punkte |
| ------- | ------ | ------ | ------ | ------ | ------ | ------ |
| 2019/20 | 125.   | 01     | —      | —      | 166.   | 01     |
| 2020/21 | —      | —      | 088.   | 06     | 097.   | 06     |